# 孔塞尔韦
孔塞尔韦（義大利語：Conselve），是意大利威尼托大区帕多瓦省的一个市镇。总面积24.24平方公里，人口10331人，人口密度426.2人/平方公里（2009年）。国家统计（ISTAT）代码为028034。